# El Bouni

El Bouni (arabiska البوني) är en stad och kommun i nordöstra Algeriet och är den näst största staden i provinsen Annaba. Folkmängden i kommunen uppgick till 125 265 invånare vid folkräkningen 2008, varav 69 295 invånare bodde i själva centralorten.